# Programowanie parami

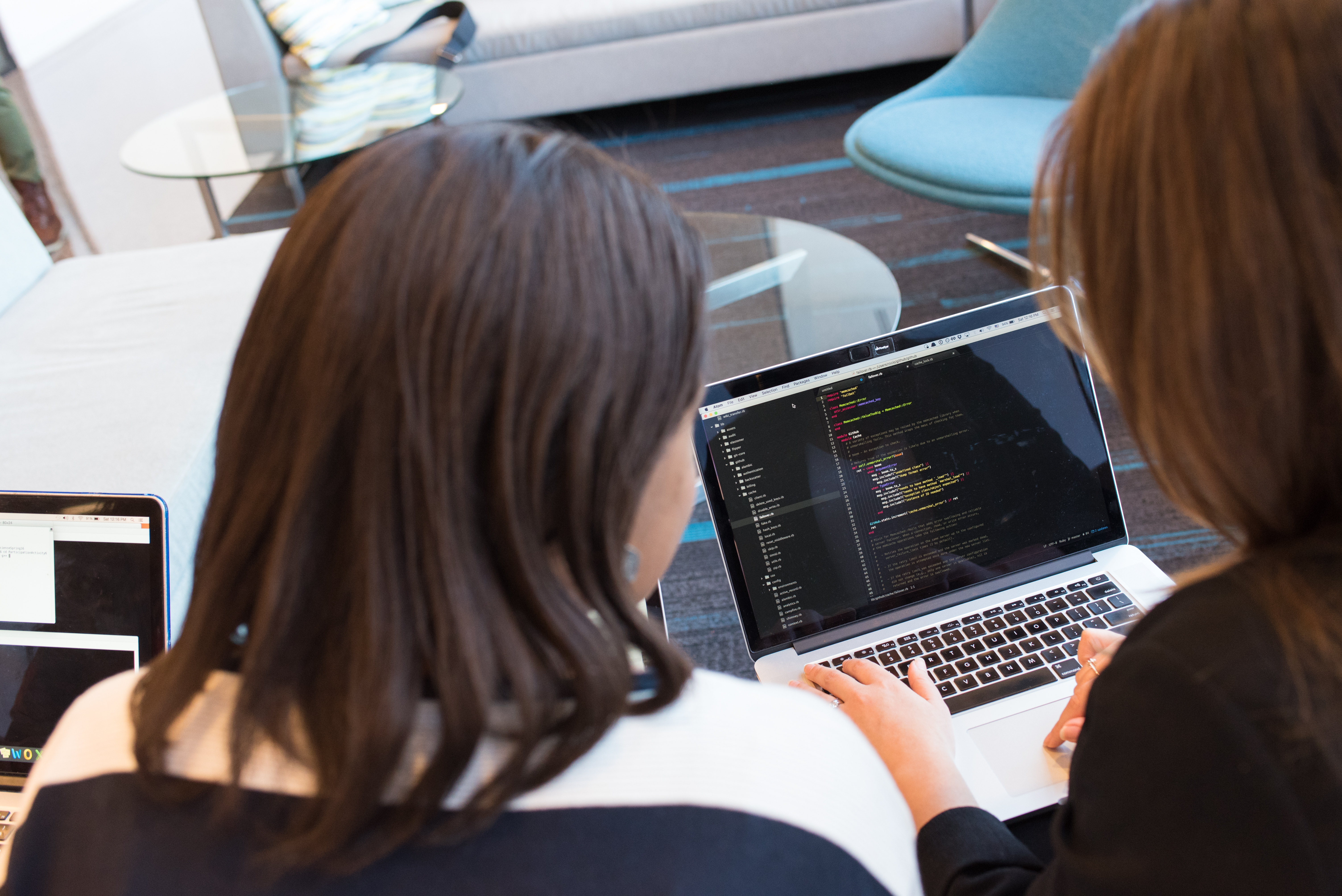
Programowanie parami

Programowanie w parach (ang. pair programming)— technika tworzenia oprogramowania, w której dwóch programistów pracuje razem na jednej stacji roboczej. Jeden, kierujący (ang. „driver”) pisze kod, podczas gdy drugi, obserwator, przegląda każdy wiersz kodu podczas jego wpisywania. Obaj programiści często zamieniają się rolami.
Podczas przeglądu obserwator bierze również pod uwagę „strategiczny” kierunek pracy, wymyślając przy procesie pomysły na nowe innowacje i prawdopodobne przyszłe problemy, którymi należy się zająć przy pisaniu kodu. Ma to na celu wyzwolenie kierującego i skupienie całej uwagi na „taktycznych” aspektach wykonywania bieżącego zadania, wykorzystując obserwatora jako nadzorcę bezpieczeństwa i przewodnika wokół projektu.